# Curyšská vysočina
Curyšská vysočina (německy Zürcher Oberland, švýcarsky Züri-Oberland) je kopcovitý region ve Švýcarsku. Zaujímá jihovýchodní část kantonu Curych a hraničí s Toggenburgem. Nejvyšším vrcholem je Schnebelhorn (1292 m n. m.), dalšími tisícovkami jsou Bachtel a Hörnli. Největším městem regionu je Uster, dalšími významnými centry jsou Wetzikon, Volketswil a Hinwil. Pramení zde řeka Töss, krajině dominují lesy, rašeliniště a jezera, z nichž jsou největší Pfäffikersee a Greifensee. 
Díky zachované přírodě a zároveň dobrému dopravnímu spojení s Curychem směřuje do oblasti množství výletníků, kterým vysočina nabízí agroturistiku nebo pěší a cyklistické túry, provozují se rovněž zimní sporty. K historickým památkám patří středověký hrad Kyburg, Ritterhaus Bubikon, zřícenina Alt-Landenberg nebo lazaritský kostel ve Gfennu, zachovala se řada původních statků zvaných flarzhaus, zdejší prehistorická kůlová obydlí v Alpách byla zapsána na seznam Světové dědictví. Jezdí zde historická železnice Dampfbahn-Verein Zürcher Oberland (DVZO), ve vesnici Aathal se nachází muzeum dinosaurů. Dochoval se rázovitý folklor i původní nářečí, život místních sedláků a řemeslníků popisovali spisovatelé Otto Schaufelberger a Olga Meyerová. Oblast produkuje mléčné výrobky, med, houby a lokální odrůdu jablek Usterapfel, kulinářskými specialitami jsou pečivo tirggel a nápoj rivella.